# FOXN1
FOXN1‏ (Forkhead box N1) هوَ بروتين يُشَفر بواسطة جين FOXN1 في الإنسان.